# John Obi Mikel
John Michael Nchekwube Obinna eller bare John Obi Mikel (alternativt Mikel John Obi) (født 22. april 1987 i Jos, Nigeria) er en nigeriansk fodboldspiller, der spiller som midtbanespiller hos Tianjin TEDA i Kina. Han har tidligere spillet i mere end et årti hos Chelsea i England.
Med Chelsea har Mikel været med til at vinde ét engelsk mesterskab og tre FA Cup-titler. Hans transfer til klubben i sommeren 2006 var præget af mange kontroverser, idet han først havde skrevet kontrakt med den konkurrerende klub Manchester United., hvorefter han ombestemte sig, og slutteligt efter et kompromis involverende alle parter fik lov i stedet at skifte til Chelsea.

## Landshold
Mikel har (pr. april 2018) spillet 82 kampe og scoret seks mål for Nigerias landshold, som han debuterede for den 17. august 2005 i et opgør mod Libyen. Han har repræsenteret sit land ved VM i 2010 i Sydafrika, samt ved Africa Cup of Nations i både 2006, 2008 og 2010.